# Storthyngura zenkevitchi
Storthyngura zenkevitchi är en kräftdjursart som beskrevs av Yakov Avadievich Birstein 1969. Storthyngura zenkevitchi ingår i släktet Storthyngura och familjen Munnopsidae. Inga underarter finns listade i Catalogue of Life.